# DJ Premier
DJ Premier, vlastním jménem Christopher Edward Martin, (* 21. března 1966) je americký diskžokej a hudební producent. Narodil se v Houston v Texasu a později žil v New Yorku. Studoval na Prairie View A&M University, kde vystupoval jako diskžokej, ale byl také členem hudební skupiny. Řadu let byl členem hiphopového dua Gang Starr. Rovněž vydal několik vlastních nahrávek. Jako producent spolupracoval s mnoha hudebníky, mezi které patří například The Game, Dr. Dre, Christina Aguilera, Jay-Z nebo M.O.P.